# George Sand kertje Nohant-ban
A George Sand kertje Nohant-ban című képet Eugène Delacroix festette.

## Története
Eugène Delacroix először 1842 júniusában látogatta meg George Sandot Nohant-ban, majd 1843 júliusában és 1846 augusztusában is felkereste őt. Amantine-Lucile-Aurore Dupin, aki George Sand álnéven írt, 1834 novemberében találkozott először Delacroix-val, amikor a festő elkészítette portréját kiadója számára. 1838-ban a művészt felkérték Sand és szeretője, Frédéric Chopin kettős portréjának elkészítésére, de a művész csak vázlatokat, tanulmányokat készített.
Dupin nagymamája nohant-i házában nőtt fel. Később több regényét írta ott, és az épület kitalált helyszínek alapjául is szolgált. A George Sand kertje Nohant-ban című kép Delacroix ritka tiszta tájképeinek egyike, fókuszpontjában egy kerti pad áll, amely szinte elveszik a fák sűrűjében. A művészettörténészek szerint 1842-ban vagy 1843-ban készült. A Metropolitan-múzeum szakértői azonban azt is lehetségesnek tartják, hogy ennél később keletkezett a mű. Fennmaradt Delacroix rajza, amelyet a kertben készített, és az nagy hasonlóságot mutat a festménnyel.
Azt nem tudni, hogy a kép a helyszínen vagy a festő műtermében készült-e. Dús színei, harsogó zöldjei mindazonáltal szokatlanok Delacroix művészetében. Habár a festmény a rajzon alapul, az emlékezet és a képzelet ikererői formálták, amelyek együtt kulcsszerepet játszanak a művész teremtő eljárásában, írta Asher Ethan Miller művészettörténész. Delacroix Sandnak ajándékozta a festményt, majd annak fia, Maurice Dudevant birtokába került. A kép ezután többször gazdát cserélt, 1922-ben került a Metropolitan-múzeum gyűjteményébe. A kép több néven is szerepelt a tulajdonváltások során: Jardin à Nohant, Le Parc de Nohant és Le Parc de Nohant, chez George Sand.